# David Eloy Rodríguez
David Eloy Rodríguez (Càceres, 1976) és un escriptor espanyol.
Nascut a Càceres, va passar la seva infància i adolescència a Jerez de la Frontera. Més tard es va establir a Sevilla. El 1996, amb només 20 anys, va publicar Chrauf, premi Universitat de Sevilla. Posteriorment va publicar Miedo a ser escarcha (2000), premi internacional Surcos, obra que va ser actualitzada i reeditada el 2012, Para nombrar una ciudad (2010), Lo que iba diciendo (2012), entre d'altres. També ha publicat poemaris bilingües a Itàlia com Il desiderio è un ospite (2012) i inclòs en l'antologia Canto e demolizione (2013), i a Alemanya, en el volum col·lectiu Literatura performativa: poesía española actual (2021). Des de 2014 amb La poesía vista desde el espacio, Rodríguez ha proposat una poesia a través de la troballa i registre de missatges d'origen desconegut, i ho va continuar amb altres obres com Crónicas de la galaxia el 2018. El 2021 va publicar el poemari Cámara de resonancia, amb influències d'Antonio Machado.
Ha participat en recitals i festivals poètics, teatrals i musicals, tant d'àmbit nacional com internacional. A més, escriu articles i crítiques poètiques, així com cançons i lletres per a flamenc. També és codirector de l'editorial Libros de la Herida.

## Obra
És autor dels llibres de poemes:
- Chrauf (Premi Universidad de Sevilla, 1996)
- Miedo de ser escarcha (Qüasyeditorial, 2000, Premi Internacional Surcos)
- Asombros (Imagofórum, 2006)
- Los huidos (Ediciones 4 de Agosto, 2008)
- Para nombrar una ciudad (Editorial Renacimiento, 2010, Premi internacional Francisco Villaespesa)
- Lo que iba diciendo (Ediciones Liliputienses, 2012)
- Miedo de ser escarcha (Editora Regional de Extremadura,2012)
- Su mal espanta (Libros de la Herida, 2013)
- Desórdenes (Amargord, 2014)
- La poesía vista desde el espacio (De la luna libros, 2014)
- Escalones que descienden hacia arriba (Luces de Gálibo, 2017)
- Crónicas de la galaxia (El Transbordador, 2018)
- Los animales heridos (Libros de la Marisma, 2019)
- Cámara de resonancia (La Gárua, 2021)